# Lejzorek Rojtszwaniec
Lejzorek Rojtszwaniec – postać literacka, bohater satyrycznej powieści Ilji Erenburga pt. Burzliwe życie Lejzorka Rojtszwańca (ros. Бурная жизнь Лазика Ройтшванеца), której akcja toczy się w Rosji sowieckiej w okresie prowadzenia Nowej Polityki Ekonomicznej, w Polsce wydanej po raz pierwszy w 1928 roku (w tłumaczeniu Marii Grabowskiej), a po wojnie w 1957 (w tłumaczeniu Marii Popowskiej).
Według rosyjskiego oryginału nazwisko bohatera brzmi Rojtszwaniec, natomiast imię – Łazik (Łazarz). W polskim tłumaczeniu Lejzorek wywodzi się od żydowskiego imienia Lejzor. Powieść wznowiono w Polsce na fali gomułkowskiej odwilży. Akcja książki zaczyna się w ZSRR, potem bohater podróżuje przez Polskę, Niemcy, Paryż, Wielką Brytanię aż do Palestyny. Ze względu na prostoduszne i równocześnie filozoficzne podejście do życia bywa porównywany do wykreowanej przez Jaroslava Haška postaci Józefa Szwejka.